# Remember the Name
"Remember the Name" là một bài hát của Fort Minor, dự án phụ thiên về thể loại nhạc hip hop của Mike Shinoda. Bài hát nằm trong album phòng thu The Rising Tied (2005) duy nhất của dự án và có sự hợp tác từ ban nhạc underground hip hop Styles of Beyond. Sau khi thành lập dự án Fort Minor trong thời gian giải lao từ Linkin Park, Shinoda sản xuất "Remember the Name" và đồng sáng tác bài hát với hai thành viên Takbir Bashir và Ryan Maginn của Styles of Beyond. David Campbell phụ trách biên khúc cho phần dây. "Remember the Name" thuộc thể loại alternative hip hop pha trộn với rap metal. Lời bài hát kể về góc nhìn của một người khi trở thành rapper với lời khuyên từ đoạn điệp khúc rằng hãy để tên tuổi của mình rạng danh thay vì mãi theo đuổi vật chất.
Machine Shop hợp tác với Warner Bros. phát hành "Remember the Name" song song với "Petrified" vào ngày 4 tháng 10 năm 2005 ở cả hai định dạng tải nhạc số và đĩa đơn phát thanh. Sunu Gonera phụ trách đạo diễn video âm nhạc phát hành độc quyền trên Myspace vào ngày 20 tháng 10 năm 2005. Nội dung MV chỉ đơn giản là Shinoda cùng Bashir và Maginn vừa rap vừa di chuyển quanh một quán bar, trong đó có sự góp mặt của các nhân vật khách mời. "Remember the Name" ra mắt ở hạng 66 trên Billboard Hot 100 vào năm 2006 và được Hiệp hội Công nghiệp Ghi âm Hoa Kỳ chứng nhận đĩa 4× Bạch kim vào năm 2018.
Giới chuyên môn dành nhiều lời khen ngợi cho "Remember the Name". Nhiều nhà phê bình âm nhạc chọn ca khúc làm minh chứng cho tài năng của Shinoda trong việc sáng tác và thể hiện nên lời rap ý nghĩa. Ngoài ra, "Remember the Name" còn được sử dụng rộng rãi trong văn hóa đại chúng, đặc biệt là tại các sự kiện thể thao ở Hoa Kỳ. Nhiều ấn phẩm chọn đưa bài hát vào danh sách ca khúc tiêu biểu trong việc tiếp sức thể thao hoặc làm việc. Shinoda biểu diễn "Remember the Name" ở nhiều chương trình âm nhạc cùng với Styles of Beyond. Anh còn đưa bài hát vào danh sách tiết mục khi thực hiện chuyến lưu diễn cùng Linkin Park hoặc solo.

## Bối cảnh và phát hành
Linkin Park từng đạt thành công thương mại với album thứ hai Meteora (2003) nhờ vào tổng doanh số đạt 5,1 triệu bản tính đến tháng 9 năm 2005. Trong khoảng thời gian giải lao từ ban nhạc rock, Mike Shinoda tiếp tục tìm tòi hướng đi âm nhạc mới với các nhạc cụ sampler. Tháng 4 năm 2005, anh thông báo hợp tác với Jay-Z và ra mắt dự án phụ Fort Minor nhằm mục đích sáng tác và sản xuất các ca khúc thuộc thể loại hip hop. Styles of Beyond được thông báo sẽ góp giọng trong album The Rising Tied. Shinoda cho biết anh làm bạn với ban nhạc underground hip hop Styles of Beyond gần tám năm và bày tỏ biết ơn nhà sản xuất của họ từng giúp anh mua sample đầu tiên. Do đó, anh hé lộ nhan đề ca khúc hợp tác cùng Styles of Beyond, "Remember the Name", với MTV và bảo rằng là sẽ sẵn lòng đưa họ đến với đại chúng qua album đầu tiên trong dự án Fort Minor. Về mặt ý nghĩa của "Remember the Name" khi góp mặt trong The Rising Tied, Shinoda tiết lộ rằng ca khúc có tác dụng "đập tan yếu tố khoa học về âm nhạc [...] đây sẽ là một cách tuyệt vời để giới thiệu dự án với thế giới."
Ngày 4 tháng 10 năm 2005, Fort Minor thông qua hãng phân phối phát hành EP hai đĩa đơn "Petrified" và "Remember the Name" lên nhiều nền tảng tải nhạc số cũng như dưới hình thức vinyl 12 inch nhằm quảng bá tại các câu lạc bộ và đài phát thanh. Phiên bản biểu diễn in-studio tại AOL của "Remember the Name" thì được đăng tải trên trang nghe nhạc AOL Music. Ca khúc từng được phát hành trên trang tải nhạc chuông điện thoại di động của Linkin Park. "Remember the Name" ra mắt tại bảng xếp hạng Billboard Hot 100 Hoa Kỳ ở vị trí thứ 66. Ca khúc đạt hạng 38 trên bảng xếp hạng phát thanh Pop Airplay của Billboard. Cuối năm 2016, "Remember the Name" trở thành ca khúc chơi trò chơi điện tử hàng đầu trên nền tảng phát trực tuyến Spotify. Bài hát được Hiệp hội Công nghiệp Ghi âm Hoa Kỳ chứng nhận đĩa 4× Bạch kim vào năm 2018 nhờ vào tổng doanh số tiêu thụ đạt khoảng 4.000.000 đơn vị. Phía Anh Quốc, British Phonographic Industry chứng nhận cho "Remember the Name" đĩa Bạch kim vào năm 2024 với tổng doanh số 600.000 đơn vị tiêu thụ. Tính đến tháng 11 năm 2023, bài hát thu về trên 670 triệu lượt phát trên Spotify.
Trên trang Fort Minor Newsletter, Shinoda đăng tải hình scan bức thư viết tay thông báo rằng video âm nhạc của "Remember the Name" chính thức được phát hành độc quyền trên trang cá nhân Myspace của Fort Minor vào ngày 20 tháng 10 năm 2005. MV "Remember the Name" do Sunu Gonera đạo diễn, nội dung chỉ đơn giản là Shinoda và hai thành viên ban nhạc Styles of Beyond gồm Takbir Bashir và Ryan Maginn vừa rap vừa đi bộ quanh một quán bar. Video còn xuất hiện nhân vật khách mời như Chester Bennington, Brad Delson và Rob Bourdon phía Linkin Park, ca sĩ Skylar Grey, Rob Dyrdek và Christopher Boykin bên chương trình Rob & Big của MTV, DJ Cheapshot và Vin Skully từ Styles of Beyond và rapper Sixx John.

## Sáng tác và sản xuất
Theo bản phổ nhạc do Universal Music Publishing Group đăng tải trên Musicnotes.com, "Remember the Name" là một bài hát thuộc thể loại alternative hip hop pha trộn với rap metal do Shinoda cùng hai thành viên Bashir và Maginn của Styles of Beyond sáng tác. Ca khúc có số nhịp trung bình mỗi phút là 86 và sử dụng hợp âm gốc Đô thứ. Tiến trình hợp âm của "Remember the Name" là Cm–A♭–B♭, và tông giọng của bản rap là nốt G4. Nhà phê bình Ivory M. Jones của Billboard phân loại hình thức trình bày của "Remember the Name" bằng từ khóa "braggadocious", tức có nghĩa là khoe khoang và tâng bốc bản thân. Nội dung bản rap kể về những góc nhìn quan điểm khi trở thành rapper và khuyên nhủ rằng là hãy khiến cho mọi người nhớ đến tên tuổi của mình thay vì theo đuổi vật chất qua đoạn điệp khúc. Tuy nhiên, câu cuối cùng của đoạn điệp khúc với chữ "and" về mặt nghĩa đen sẽ cộng dồn cho những con số phía trước, tức là lên 200%. Năm 2018, Shinoda khẳng định trên Twitter với một người bảo anh làm sai phép toán rằng "and a hundred percent" nghe hay hơn "that's a hundred percent".
Trên website MTV, Shinoda diễn tả "Remember the Name" giống như một ca khúc "kết hợp 12 track chơi bộ gõ, clapper, nhạc cụ snap và tambourine lại thành một." Anh bảo rằng bản thân anh may mắn khi có thể biểu diễn được nhiều loại nhạc cụ khác nhau mà không phải dùng đến sample giống như Kanye West (do chi phí thực hiện rất tốn kém). Sau khi phối khí phần bộ dây bằng keyboard xong, Shinoda giao lại bản CD cho nhà soạn nhạc David Campbell để ông sáng tác bản phổ cho những nghệ sĩ biểu diễn dây. Do Shinoda đảm nhận công việc biểu diễn đoạn loop chính bằng bàn phím nên các nghệ sĩ cello đã gặp khó khăn khi không biết biểu diễn thế nào. Sau nửa tiếng mày mò với nhiều cách, các nghệ sĩ cello nảy ra ý tưởng là chia "Remember the Name" ra từng khúc ngắn hơn để mỗi người chỉ cần biểu diễn một hoặc hai nốt là đủ. Đến lúc canh chuẩn thời gian xong, âm thanh của bài hát đạt kết quả hoàn hảo. "Remember the Name" được thu âm tại phòng thu The Stockroom và NRG Studios bên California, Hoa Kỳ. Bài hát được Shinoda phối trộn và sản xuất. Mark Kiczula làm nhiệm vụ kỹ thuật, còn Brian "Big Bass" Gardner thì master ca khúc tại Bernie Grundman.

## Đánh giá chuyên môn
Nhìn chung, "Remember the Name" nhận về những đón nhận tích cực từ giới chuyên môn. Biên tập viên Christian Hoard của Rolling Stone nhận xét rằng giai điệu u ám theo phong cách rock của "Remember the Name" do Shinoda tạo ra cùng với những vần điệu drop lanh lảnh đã thể hiện được cảm xúc trăn trở của anh khi theo đuổi công việc rapper. Spence D. từ trang IGN diễn tả khả năng truyền tải thông điệp qua flow rap hiếu chiến của Shinoda bằng hai chữ "trôi chảy và tự tin", giúp cho "Remember the Name" trở thành một ca khúc synth sôi động có thể làm sáng rõ hoàn cảnh của những rapper. Nhà phê bình Breia Brissey của Entertainment Weekly cảm nhận ca khúc khiến cô tựa như "có thể cứu lấy thế giới hoặc ít ra chạy được marathon. May mắn là cảm giác đó luôn biến mất sau khi bài hát kết thúc." Simon Ferguson tán dương "Remember The Name" trên báo The Daily Telegraph và gọi đây là một ca khúc thể hiện cảm xúc bạo dạn rõ ràng dưới góc nhìn thứ ba bằng âm thanh nhạc cụ dây cuốn hút và lời rap "chia phần trăm" hấp dẫn.
Jeff Ryce bên tạp chí điện tử HipHopDX chọn "Remember the Name" làm bài hát ví dụ cho tài năng sản xuất nhạc của Shinoda rằng với "những âm thanh bộ dây tiết tấu nhanh nhẹn kèm theo tiếng trống đập mạnh, phần nhạc đang báo hiệu cho thấy [...] Shinoda đang liên tục thể hiện với cảm xúc mạnh mẽ." Bên cạnh đó, Ed Masley xuất bản cho báo Pittsburgh Post-Gazette đánh giá "Remember the Name" đã tái hiện lại phong cách cổ điển của Funkadelic. Sau một lần đi dự hòa nhạc của Fort Minor với Little Brother, Pierre Hamilton biên tập cho website Exclaim! cảm nhận bài hát "chạm đến những giây phút rộn ràng của tuổi dậy thì và khám phá vùng đất hoang rộng lớn của cảm xúc nỗi lo lắng tuổi thiếu niên." Cây viết JT Abate chấp bút cho Teen Ink tán dương rằng "Remember the Name" là một bài hát tuyệt vời để chơi thể thao nhờ vào giai điệu phần nhạc cuốn hút, ca từ hấp dẫn và mang thông điệp tốt đẹp. Stephen Cortez từ tuần báo The USD Vista của đại học San Diego bảo rằng mặc dù The Rising Tied không đạt kỳ vọng, nhàm chán so với ảnh hưởng của Linkin Park và lối thể hiện của Shinoda kém tự nhiên nhưng khi xét về chất lượng giải trí, một track như "Remember the Name" hoàn toàn có thể bắt tai với bất kỳ ai dù ít có hứng thú với hip hop.
Billboard nhận định "Where'd You Go" tuy thoạt đầu được cho là bản hit duy nhất của Fort Minor ở thời điểm tháng 6 năm 2006, nhưng ba tháng sau thì "Remember the Name" xuất hiện trong bảng xếp hạng và trở nên đáng nhớ hơn "Where'd You Go" theo đường dài. Năm 2024, tạp chí xếp "Remember the Name" vào danh sách 100 bài hát tập thể dục và chơi thể thao xuất sắc nhất nhờ vào việc ca khúc thường xuyên góp mặt vào danh sách phát nhạc của người tập luyện và quảng cáo của NBA cũng như đoạn điệp khúc "This is ten percent luck..." đáng nhớ. Brent Bradley trực thuộc trang DJBooth cho rằng chỉnh vì bản rap có cảm xúc tựa như "Lose Yourself" (2002) của nam rapper người Mỹ Eminem kèm theo giai điệu đều đặn sôi động của bộ dây lẫn điệp khúc khó quên nên "Remember the Name" vẫn duy trì sức hút sau hơn một thập kỷ. Nhiều ấn phẩm đã chọn "Remember the Name" làm bài hát xuất sắc trong việc tiếp sức tinh thần thể dục thể thao hoặc truyền động lực làm việc chẳng hạn như Bleacher Report, Men's Health, The Daily Mississippian và FloSports.

## Biểu diễn trực tiếp

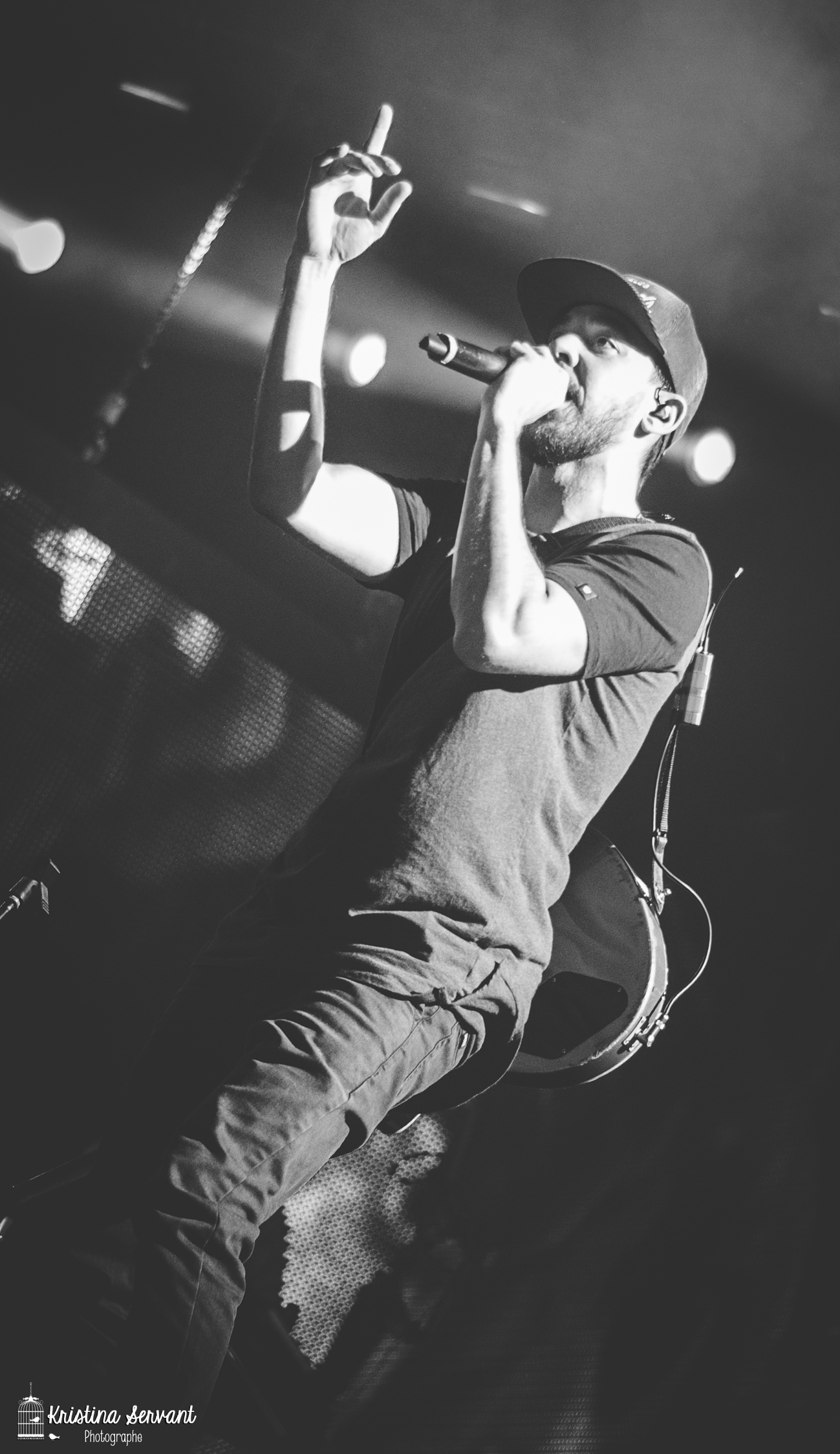
Shinoda biểu diễn "Remember the Name" ở Carnivores Tour (2014).

Trong khoảng thời gian hoạt động dự án Fort Minor vào năm 2005 và 2006, Shinoda biểu diễn "Remember the Name" nhiều lần cùng Styles of Beyond ở nhiều chương trình âm nhạc khác nhau. Nổi bật trong số đó gồm ghi hình trình diễn bài hát tại phòng thu âm Sessions@AOL, biểu diễn lần đầu trên sóng truyền hình qua 7th Avenue Drop của Fuse, Jimmy Kimmel Live!, Last Call with Carson Daly, The Tonight Show with Jay Leno và lễ hội Summer Sonic Festival diễn ra trong các ngày 12 và ngày 13 tháng 8 năm 2006 tại Nhật Bản. Nhà báo Christopher Porter trên tờ The Washington Post diễn tả những tiết mục của Fort Minor là náo nhiệt, chặt chẽ, dễ nghe và không giống như rất nhiều màn trình diễn rap "điên cuồng" khác. Ngoài nam rapper chính là Shinoda thì trên sân khấu gồm có hai nghệ sĩ vĩ cầm, một nghệ sĩ cello, một tay trống, ba ca sĩ hát bè, Holly Brook, DJ Cheapshot, hai rapper Ryu và Tak của Styles of Beyond.
"Remember the Name" còn được Shinoda đưa vào danh sách tiết mục khi lưu diễn cùng với Linkin Park. Ngày 24 tháng 5 năm 2014, anh biểu diễn ca khúc ở Act III cùng ban nhạc cho lễ hội KFMA Day. Đến ngày 9 tháng 5 năm 2015, nam rapper trình diễn bài hát tại Rock in Rio USA ở Las Vegas, Nevada. Sang tuần, Shinoda biểu diễn "Remember the Name" trong lúc Linkin Park lui ra sau cánh gà tại lễ hội Rock on the Range. Ngày 12 tháng 5 năm 2018, anh góp mặt tại KROQ Weenie Roast để biểu diễn bài hát cùng với một số ca khúc khác của Linkin Park và Fort Minor. Đây là màn trình diễn đầu tiên của anh sau cái chết của Bennington do tự tử. Tại Reading Festival ngày 25 tháng 8 năm 2018, Shinoda trình diễn ca khúc cùng với nhiều bài hát khác. Anh từng đưa "Remember the Name" vào trong danh sách tiết mục của ba chuyến lưu diễn cùng Linkin Park: Carnivores Tour (2014), The Hunting Party Tour (2014–2015) và One More Light World Tour (2017). Bài hát góp mặt trong chuyến lưu diễn solo Post Traumatic Tour (2018–2019) của Shinoda. Năm 2024, Linkin Park thực hiện lưu diễn đầu tiên sau hơn bảy năm dừng hoạt động, From Zero World Tour, và Shinoda trình diễn đơn ca "Remember the Name" sau "When They Come for Me" tại chuyến lưu diễn này.

## Sử dụng
"Remember the Name" được nhiều lần sử dụng làm bài hát cổ vũ tại các sự kiện thể thao không chỉ để tiếp sức vận động viên mà còn để giải trí đám đông. Bài hát còn được sử dụng ở các trailer phim, các đoạn phim tổng hợp những pha trong thể thao và reel nổi bật. Shinoda trả lời phỏng vấn với Altwire trước sự lan truyền của "Remember the Name" rằng, "Tôi thường không nghĩ đến kết cục của một bài hát sau khi tôi sáng tác. Tôi chỉ tập trung vào việc tạo ra một bài nhạc hay và trung thực. Việc người ta sau này làm gì với nó thì chắc chắn không do tôi nhúng tay."
Tháng 9 năm 2005, EA Sports thông báo soundtrack của trò chơi điện tử NBA Live 06 sẽ có sự góp mặt của "Remember the Name". Ca khúc xuất hiện trong tập phim thứ 12 mang tựa đề "The OG" ở loạt phim truyền hình đài CBS Numbers, công chiếu vào ngày 6 tháng 1 năm 2006. "Remember the Name" được sử dụng trong trailer quảng bá trong bộ phim Gridiron Gang (2006) và loạt phim truyền hình Friday Night Lights (2006). Tại một cuộc thi remix nhạc Fort Minor do Warner Bros. Records tổ chức cùng với Creative Commons và Machine Shop Recordings trên website ccMixter.org, Shinoda phát hành các thành phần riêng biệt của "Remember the Name" dưới giấy phép Creative Commons BY-NC vào ngày 8 tháng 3 năm 2006 để các nhà sản xuất âm nhạc trên khắp thế giới dễ dàng remix bài hát một cách hợp pháp. Tất cả đều sử dụng giấy phép CC BY-NC.
Tháng 4 năm 2006, "Remember the Name" được sử dụng để quảng cáo các trận bóng rổ playoff TNT mỗi buổi tối, kèm theo đó là những khoảnh khắc highlight mùa giải trong giải bóng rổ Nhà nghề Mỹ nhằm mục đích thu hút khán giả theo dõi các vòng loại trực tiếp. Phó giám đốc sáng tạo của Turner Sports, ông Craig Barry, cho rằng "phần nhạc cụ và bộ dây tràn đầy sôi động, cùng với lời hook đậm tính logic, đã khiến cho 'Remember the Name' trở thành chiêu bài hoàn hảo trong việc thúc đẩy nhiều người xem những pha hành động đầy kịch tính trong các trận NBA Playoff trên TNT." Trước sự lan truyền của bài hát, Fort Minor hợp tác với website Fuse.tv để tổ chức cuộc thi lồng ghép bài hát vào video ghi lại những pha hành động mãn nhãn trong thể thao kéo dài đến ngày 5 tháng 11 năm 2006. Những người thắng cuộc được tuyên dương trên trang chủ của dự án, nhận quà tặng có chữ ký từ Shinoda và video của họ được đăng tải trên Fuse. Đến tháng 12 năm 2006, nhà báo thể thao Chuck Klosterman từ ESPN cho biết "Remember the Name" được sử dụng làm nhạc đệm cho 90% các trận bóng bầu dục công chiếu truyền hình ở trường đại học.
Biên tập viên Michael Madden từ Consequence of Sound cảm thấy từ đầu thập niên 2010 trở đi, "Remember the Name" được sử dụng làm nhạc nền cho hầu hết các bản phối highlight trận bóng rổ trên YouTube. Bài hát được đưa vào trong trailer quảng bá và nhạc phim Siêu nhí Karate (2010). Ca khúc còn được dùng làm nhạc phim Xì Trum 2 (2013). Tháng 11 năm 2017, Lindsey Stirling và Mark Ballas chọn "Remember the Name" để nhảy freestyle trong chương trình Dancing with the Stars mùa 25. Ngày 8 tháng 9 năm 2019, ca khúc được các hoạt náo viên của đội bóng bầu dục Mỹ New England Patriots trình diễn trước khi đội nhà thi đấu với Pittsburgh Steelers. Cùng năm, BBC Sport sử dụng bản hát lại "Remember the Name" của nữ rapper Ms Banks nhằm quảng bá giải vô địch bóng đá nữ thế giới. Bài hát xuất hiện trong gói âm nhạc trò chơi Beat Saber với tựa đề Linkin Park x Mike Shinoda, phát hành vào ngày 5 tháng 10 năm 2023.

## Danh sách ca khúc
- EP trên iTunes Store[81]

1. "Petrified (Non-PA Album Version)" – 3:41
2. "Petrified (Album Version)" – 3:40
3. "Petrified (Instrumental)" – 3:41
4. "Remember The Name (Amended Version)" (hợp tác với Styles of Beyond) – 3:46
5. "Remember The Name (Album Version)" (hợp tác với Styles of Beyond) – 3:47
6. "Remember The Name (Instrumental)" (hợp tác với Styles of Beyond) – 3:46

## Bảng xếp hạng
| Bảng xếp hạng (2006)           | Vị trí cao nhất |
| ------------------------------ | --------------- |
| Hoa Kỳ Billboard Hot 100       | 66              |
| Hoa Kỳ Pop Airplay (Billboard) | 38              |

## Chứng nhận
| Quốc gia | Chứng nhận  | Số đơn vị/doanh số chứng nhận |
| --- | ----------- | ----------------------------- |
| Đan Mạch (IFPI Đan Mạch)                                                                                    | Bạch kim    | 90.000‡                       |
| Ý (FIMI) | Vàng        | 35.000‡                       |
| Anh Quốc (BPI)                                                                                              | Bạch kim    | 600.000‡                      |
| Hoa Kỳ (RIAA)                                                                                               | 4× Bạch kim | 4.000.000‡                    |
| Phát trực tuyến                                                                                             |             |                               |
| Đan Mạch (IFPI Đan Mạch)                                                                                    | Vàng        | 900.000                       |
| ‡ Chứng nhận dựa theo doanh số tiêu thụ và phát trực tuyến. · Chứng nhận dựa theo doanh số phát trực tuyến. |             |                               |